# 2019冠狀病毒病柬埔寨疫情
第一例嚴重特殊傳染性肺炎疫情于2020年1月27日在柬埔寨出現。

## 時間線

### 2020年
1月27日下午3时、第一例病例在西哈努克省维尔得到确认、一名60岁中国男子、他于1月23日与家人从武汉市抵达。他的其他三名家庭成员由于没有出现症状而被隔离、而他被安置在柏西哈努克转诊医院的一间单独的房间里。
2月10日卫生部表示，经过两周以来的观察和治疗，该患者在柬埔寨巴斯德研究所第三次核酸检测中检测结果呈阴性，已经完全康复。患者出院后第二天乘飞机去往西哈努克市，与他同程的还有80位中国公民。尽管武汉仍处于检疫状态，但大多数人此后已返回中国。

5月16日衛生部公佈最後一位在診中患者的第二次核酸檢測為陰性而出院，柬埔寨122宗病例完全治愈，連續34天無新增確診病例。
5月21日衛生部發宣布有一名新患者曾在菲律賓旅遊，並將62位同航乘客在金邊一間酒店實行隔離。

### 2021年
2月20日，柬埔寨首相洪森证实当日有32例新增确诊，大部分为中国公民。这是该国爆发的第三次社区传播，当地称之为“2.20”事件。这次爆发源于有四名在首都金边的酒店隔离的中国公民贿赂酒店保安，违规逃离隔离酒店。事发后，酒店所在的钻石岛已被封锁隔离。
此后，柬埔寨新冠确诊病例数激增。3月12日，柬埔寨出现首例死亡病例。为应对该次爆发，柬埔寨政府已关闭全国的大型公共场所，并于4月7日至20日期间禁止人员跨省流动。金边从4月1日起实施宵禁，预计为期四周。此外金边和干丹省的达克茂市从4月15日起将封城两周。

## 外部連結
- COVID-19 Map（页面存档备份，存于）